# Clock Cleaners
Clock Cleaners és un curtmetratge animat protagonitzat per Mickey Mouse, Donald Duck i Goofy, dirigit per Ben Sharpsteen, produït per Walt Disney i estrenat el 15 d'octubre de 1937.
El 1994 va aparèixer en la 27a posició de la llista The 50 Greatest Cartoons, la qual es va basar en els vots d'aproximadament 1.000 personalitats de la indústria de l'animació.
En aquest curt, Mickey, Donald i Goofy treballen com a netejadors d'un gran rellotge mecànic que es troba a la part superior d'un edifici.